# Gesamtkunstwerk
Gesamtkunstwerk (integrální či souhrnné umění) je označení díla, v němž je spojeno současně více druhů umění, např. hudba, poezie, tanec/pantomima, architektura a malba. Přitom sestava není libovolná ani názorná a jednotlivé složky se musejí doplňovat. Gesamtkunstwerk má „tendenci ke stírání hranic mezi estetickým útvarem a realitou“ (Odo Marquard). Není to ale odkaz na božské stvoření, jak tomu bývalo v umění v dobách gotiky a baroka, nýbrž vznáší nárok na svou vlastní platnost.

## Dějiny
Myšlenka Gesamtkunstwerku vznikla v době romantismu. Filozof Friedrich Schelling například zdůraznil „nothwendige Gottwerdung des Menschen“ / „nezbytnou božskou podstatu člověka“ (Bruno oder über das göttliche und natürliche Princip der Dinge, / „Bruno aneb o božském a přírodním principu věcí“, 1802). Toto zvýšené sebeuvědomění umožnilo to, že mohla být srovnávána tvorba umělce s výtvory přírody. Samotný výraz poprvé použil spisovatel a filozof Eusebius Trahndorff ve svém spise Aesthetik oder Lehre von der Weltanschauung und Kunst / „Estetika čili nauka nahlížení světa a umění“, (1827). Roku 1849 se opět objevuje ve spisu Richarda Wagnera Die Kunst und die Revolution / „Umění a revoluce“. Zda Wagner znal Trahndorffovu práci, není jasné.
Umělec, video producent a „byrokratický mladistvý génius“ Brian David Gilbert z webu o videohrách Polygon citoval Gesamtkunstwerk jako inspiraci v základní technice v jeho ztvárnění PokéRAPu.[zdroj?]